# Уорд, Джон Квинси Адамс
Джон Кви́нси А́дамс Уо́рд (англ. John Quincy Adams Ward; 29 июня 1830, Урбана, Огайо — 1 мая 1910) — американский скульптор, прославившийся своей скульптурой Джорджа Вашингтона на Уолл-стрит в Нью-Йорке.

## Жизнь и творчество
Будущий скульптор родился в городе Урбана, который был основан его дедом, полковником Уильямом Уордом. Вырос в Нью-Йорке, в Бруклине, у сестры своего деда. В Нью-Йорке же Уорд начинает свою карьеру скульптора — учеником и ассистентом у Генри Кирка Брауна, автора статуи Дж. Вашингтону на площади Юнион-сквер. Младший брат Дж. У. В. Уорда, Эдгар Мелвилл Уорд, был талантливым художником.
В 1857 году скульптор переезжает в Вашингтон, где делает себе имя, создавая портретные бюсты своих современников. В 1861 он работает на фирму Ames Manufacturing Company в Чикопе, Массачусетс, создавая декоративные образцы для производства, в том числе бронзовые позолоченные рукоятки для сабель, поставляемых армии США. В том же году он переезжает в Нью-Йорк, где открывает мастерскую; в 1872 становится членом Национальной Академии дизайна, и в 1874 году — президентом Академии. В 1882 году Уорд открывает новую свою мастерскую в Нью-Йорке, на 52-й стрит, которую оформлял его друг и многолетний сотрудник, архитектор и художник Ричард Моррис Хант.
Дж. К. А. Уорд был основателем, а в 1893—1904 годах — президентом Национального скульптурного общества. Заслугой его является то, что в своих бронзовых бюстах и памятниках современников он сохранил и передал потомкам образы деятелей американской истории, науки и искусства XIX столетия. Дж. К. А. Уорд одним из первых использовал в скульптуре метод гальванопластики.

## Галерея
- Отцам-пилигримам, 1884, Центральный парк, Нью-Йорк
- Монумент Победы, Йорктаун
- Памятник генерал-майору Джону Ф.Рейнольдсу, Нацтональный военный парк, Геттисбург
- Монумент Джорджу Генри Томасу, Вашингтон
- Статуя Дж.Вашингтону, Федерал-холл, Нью-Йорк
- Монумент Дж.А.Гарфилду, Капитолий, Вашингтон
- Монумент Доброму самаритянину, Общественный парк, Бостон
- Охотнику-индейцу, 1886, Центральный парк, Нью-Йорк
- Честность, защищающая труды человека на фронтоне здания Нью-Йоркской фондовой биржи. Честность изображена в центре, носит крылатую шапку Меркурия, бога торговли. Фигуры слева от нее представляют горнодобывающую промышленность и сельское хозяйство, а справа — промышленность. Первоначальный фронтон, вырезанный из мрамора Джорджии, весил 90 тонн, но время и загрязнение стерли его, и в 1936 году его заменили медно-свинцовой копией весом 10 тонн[3].